# SME (noviny)

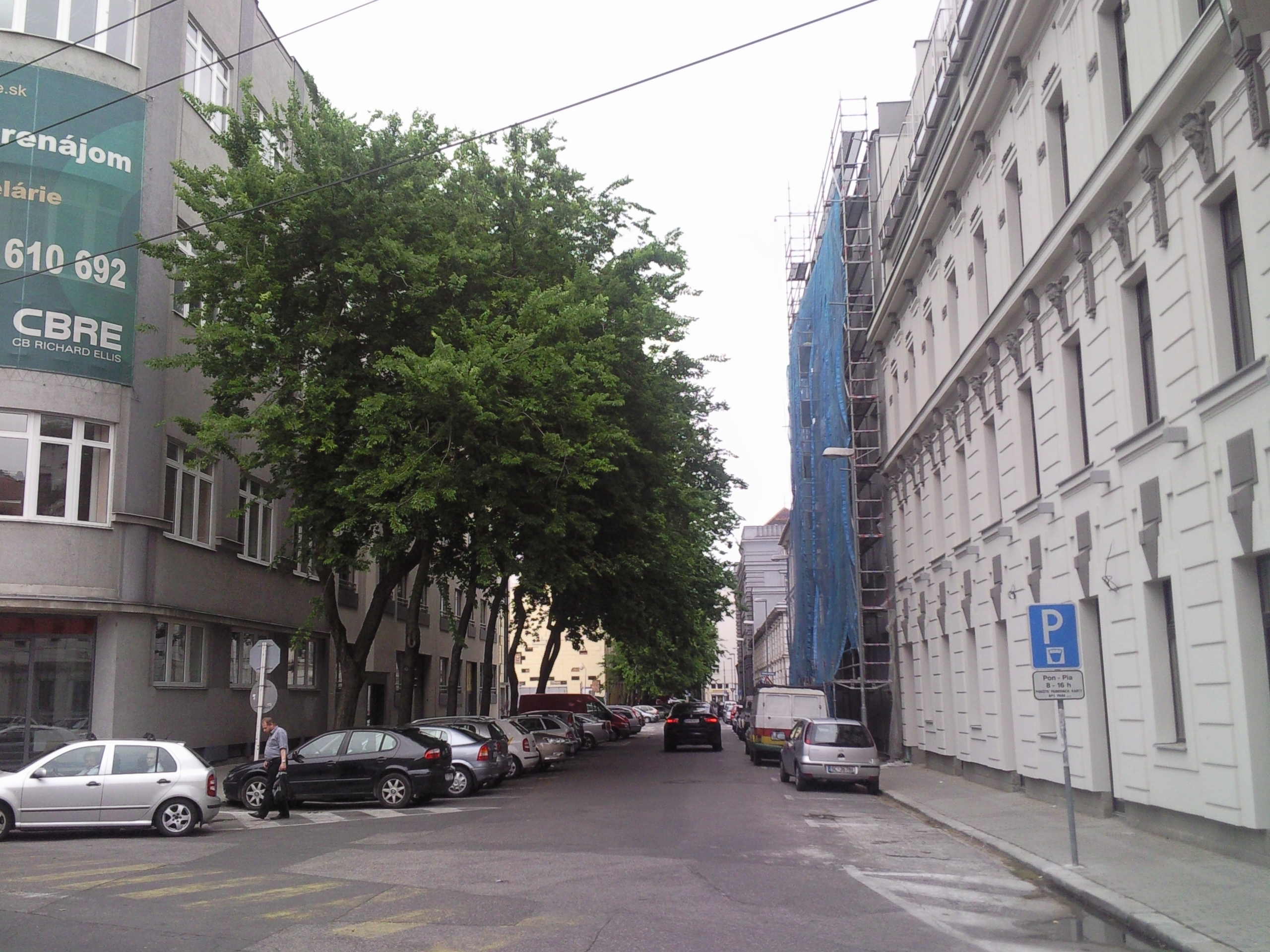
Bratislavské sídlo redakce

SME je jedním z nejvýznamnějších deníků na Slovensku.

## Historie
Deník SME vznikl v polovině ledna 1993 poté, co ve státním deníku Smena byl odvolán šéfredaktor Karol Ježík a ředitel. V roce 1995 došlo k opětovné fúzi se Smenou, mezitím zprivatizovanou. Vychází 6krát týdně v rozsahu 24 až 36 stran, v nákladu více než 70 tisíc kusů (76 436 ks v březnu 2005).
Na podzim 2014 bylo oznámeno, že vydavatelství deníku Petit Press koupí finanční skupina Penta, jejíž praktiky redakce deníku v minulosti kritizovala, např. v souvislosti s kauzou „Gorila“. V říjnu 2014 zveřejnil Petit Press a redakce SME společné prohlášení, že k 15. říjnu odstoupí šéfredaktor Matúš Kostolný a spolu s ním odejdou z redakce také další novináři. Kdyby Penta deník nezískala, většina novinářů by v redakci zůstala. 31. října byl vedením redakce pověřen Juraj Javorský. Bývalý šéfredaktor Kostolný začal připravovat internetový deník Denník N, který začal fungovat od ledna 2015. Od prosince 2014 se šéfredaktorkou stala dosavadní šéfredaktorka týdeníku The Slovak Spectator Beata Balogová.